# Staatliche Schlösser und Gärten Baden-Württemberg
Staatliche Schlösser und Gärten Baden-Württemberg (SSG) ist eine nicht rechtsfähige Anstalt des öffentlichen Rechts, die zum Landesbetrieb Vermögen und Bau der Staatlichen Vermögens- und Hochbauverwaltung im Finanzministerium Baden-Württemberg gehört.
Die SSG verwalten und vermarkten die bedeutendsten Schlösser, Burgen, Klöster und Gärten im Besitz des Landes Baden-Württemberg.
Zum 1. Januar 2009 wurde die seit 1987 bestehende SSG in eine nicht rechtsfähige Anstalt des öffentlichen Rechts umgewandelt.

## Aufgaben und Struktur
Die SSG besteht aus der Zentrale in Bruchsal sowie elf Schloss- und Klosterverwaltungen. Die Geschäftsführung teilen sich Patricia Alberth und Manuel Liehr. Insgesamt verwalten und vermarkten 221 Mitarbeiter und 230 Saisonkräfte 63 Kulturdenkmäler. Die Monumente werden unterteilt in Schlösser, Gärten, Burgen, Klöster und Kleinode. Zu den Kleinoden zählen derzeit sieben Objekte, darunter die Grabkapelle auf dem Württemberg, die Römerbadruine Badenweiler, das Freilichtmuseum Heuneburg (keltische Höhensiedlung) und die Großherzogliche Grabkapelle Karlsruhe.
Die wesentliche Aufgabe ist die publikumswirksame Präsentation und Vermarktung der landeseigenen Kulturobjekte. Die Verbindung der Bevölkerung mit dem historischen Erbe des Landes soll gestärkt und im Bewusstsein der Bevölkerung verwurzelt werden. Baden-Württemberg möchte sich als führender Standort von Schlössern, Klöstern, Gärten und Burgen präsentieren. Dafür betreiben die SSG die wissenschaftliche Erforschung sowie die Konservierung und Restaurierung der Gebäude und Kunstwerke.
Die Zentrale in Bruchsal besteht aus den zentralen Geschäftsbereichen „Verwaltung (OPH)“, „Kommunikation und Marketing“, „Sammlungen und Vermittlung“, „Objektmanagement“ und „Historische Gärten“. Von hier aus werden die elf Ortsverwaltungen betreut, die meist mehrere historische Baudenkmäler vereinen und für den laufenden Betrieb vor Ort zuständig sind.

## Schlösser, Burgen und Klöster unter der SSG
Folgende Schloss- (SV) und Klosterverwaltungen (KV) gehören zu den Staatlichen Schlössern und Gärten Baden-Württemberg:
Schlossverwaltung Heidelberg
Zuständig für
- Heidelberger Schloss
- Burgfeste Dilsberg

Schlossverwaltung Mannheim
Zuständig für
- Schloss Mannheim

Schlossverwaltung Schwetzingen
Zuständig für
- Schloss Schwetzingen

Schlossverwaltung Rastatt
Zuständig für
- Schloss Rastatt
- Schloss Favorite
- Hochburg (Emmendingen)
- Burgruine Altes Schloss Hohenbaden, Baden-Baden
- Ruine Yburg, Baden-Baden
- Ruine Alt-Eberstein, Baden-Baden
- Burg Rötteln, Lörrach-Haagen

Schlossverwaltung Bruchsal
Zuständig für:
- Schloss Bruchsal
- Botanischer Garten Karlsruhe
- Großherzogliche Grabkapelle Karlsruhe

Klosterverwaltung Maulbronn
Zuständig für:
- Kloster Maulbronn
- Römerbadruine Badenweiler[7]
- Kloster Alpirsbach
- Kloster Hirsau
- Römische Badruine Hüfingen
- Burg Badenweiler[8]
- Kur- und Schlosspark Badenweiler[9]

Schlossverwaltung Ludwigsburg
Zuständig für
- Residenzschloss Ludwigsburg
- Schloss Favorite (Ludwigsburg)
- Schloss Solitude
- Grabkapelle auf dem Württemberg in Stuttgart-Rotenberg
- Kloster Lorch
- Burg Wäscherschloss
- Burg Hohenstaufen

Klosterverwaltung Bebenhausen
Zuständig für:
- Schloss und Kloster Bebenhausen
- Schloss Urach
- Schloss Kirchheim (Teck)
- Sammlung Domnick in Nürtingen
- Burg Hohenneuffen

Schlossverwaltung Weikersheim
Zuständig für
- Schloss Weikersheim
- Kloster Schöntal
- Schloss ob Ellwangen
- Kloster Großcomburg
- Schloss Mergentheim[10]

Klosterverwaltung Wiblingen/Schussenried
Zuständig für
- Kloster Wiblingen
- Kloster Schussenried
- Kloster Heiligkreuztal
- Kloster Ochsenhausen
- Neues Schloss (Tettnang)
- Schubartstube, Blaubeuren
- Zeughaus, Ulm
- Heuneburg[11]

Schlossverwaltung Salem
Zuständig für:
- Kloster und Schloss Salem
- Neues Schloss Meersburg
- Fürstenhäusle Meersburg
- Festungsruine Hohentwiel